# Coffea lebruniana
Coffea lebruniana är en måreväxtart som beskrevs av Jacques Nicolas Ernest Germain de Saint-Pierre och Kesler. Coffea lebruniana ingår i släktet Coffea och familjen måreväxter. Inga underarter finns listade i Catalogue of Life.